# قالی بختیاری

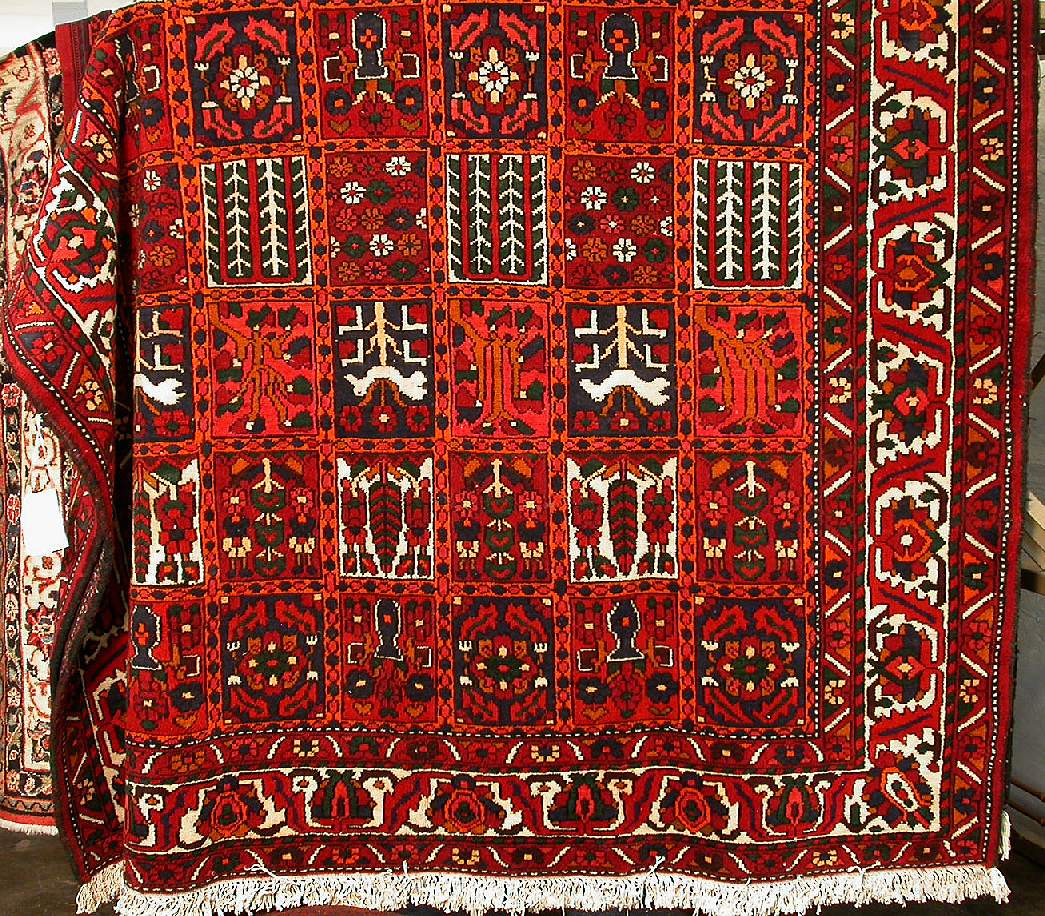
نمایی از یک قالی بختیاری گونه‌ای قالی ایرانی - ۲۰۰۶

قالی بختیاری قالی بختیاری گونه‌ای قالی ایرانی است که توسط هنرمندان و بافندگان ایل بزرگ بختیاری در استان‌های مختلف بختیاری نشین مثل خوزستان، اصفهان، لرستان، چهارمحال و بختیاری و مرکزی تولید می‌شود. فرش بختیاری هم اینک ثبت جهانی شده است.
در همهٔ شهر و روستاهای استان چهار محال و بختیاری فرش‌بافی رایج است این کار از دیرباز به صورت سنتی انجام می‌شده و بیشتر توسط زنان و دختران در خانه انجام می‌شود. این قالی از دیرباز به خاطر نقش، رنگ و همچنین دوام بالا از محبوبیت خاصی برخوردار بوده است.

## طرح‌های رایج
کلیه طرح‌های رایج در داخل استان چهارمحال و بختیاری را می‌توان به ترتیب زیر طبقه‌بندی نمود:
1. خشتی (خشتی جانوری خشتی گل و گیاه)
2. ترنجی (لچک و ترنج)
3. سرو و کاج قابی سماوری (حقه‌ای)
4. گل مینا (گل اشرافی)
5. گلدانی شرابه (گل پتو، گلدانی خمره‌ای)
6. گلدانی و درختی[۱]
7. گلفرنگ
8. باغ

## رنگ‌بندی
نوع رنگ لاکی مورد استفاده و همچنین سبز خاص قالی بختیاری از مهم‌ترین ویژگی رنگ‌های فرش این استان است که با سایر موارد مشابه در دیگر فرش‌های ایران تفاوت دارد. رنگ‌های مورد استفاده در این قالی‌ها بیشتر در زمینه‌های قرمز، آبی روشن، آبی سیر، سبز، نارنجی و زرد است.
در گذشته زنان عشایر بختیاری در اوقات خاص یا هنگام جابه‌جایی‌های سالانه خود گیاهان رنگدار طبیعی را جمع آوری و خشک می‌کردند. سپس با شناختی که از خاصیت رنگ دهی آنها داشتند، آنها را در آب جوشانده و مایه رنگین آنها را استخراج کرده و همراه با دندانه آب انار ترش مورد استفاده قرار می‌دادند و رنگ‌های با ثباتی به دست می‌آوردند. امروزه متأسفانه رنگ‌های باثبات گیاهی جای خود را به رنگ‌های درخشان ولی بی‌ثبات شیمیایی داده‌اند. این روش رنگرزی باعث تندی رنگ‌های خامه می‌شود. در بعضی موارد برای کاستن شدت تندی و پختگی رنگ‌ها، از خاکستر استفاده می‌کنند.